# 北爪凜凜
北爪凜凜（1998年—）是日本女子有氧體操運動員。

## 參賽獲獎
- 參加2016年世界有氧體操錦標賽（英语：2016 Aerobic Gymnastics World Championships），搭配齊藤瑞己與金井拓海，獲得亞軍銀牌
- 參加2017年世界運動會的有氧體操項目競賽（英语：Aerobic gymnastics at the 2017 World Games），搭配齊藤瑞己與金井拓海，獲得冠軍金牌[1]
- 參加2018年世界有氧體操錦標賽（英语：2018 Aerobic Gymnastics World Championships）女子個人組，是繼伊藤由里子之後第二位獲得世界有氧體操錦標賽冠軍金牌的日本女子選手[2][3]

## 外部連結
- 北爪 凜々（Kitazume Riri） - ＳＫＪ　群馬県太田市　エアロビッククラブ[]